# Eudonia erebochalca
Eudonia erebochalca là một loài bướm đêm trong họ Crambidae.